# Drama (EP Aespa)
Drama è il quarto EP del girl group sudcoreano Aespa, pubblicato nel 2023.

## Tracce
1. Drama – 3:35 (testo: Bang Hye-hyun (JamFactory), Ellie Suh (153/Joombas) – musica: No Identity, Waker (153/Joombas), Ejae, Charlotte Wilson)
2. Trick or Trick – 2:55 (testo: Kim Min-ji (JamFactory) – musica: Kristin Langsrud, August Dagestad, Johanne Lid, Stian Nyhammer Olsen)
3. Don't Blink – 2:49 (testo: Hwang Yu-bin (VeryGoods) – musica: Dillon Deskin, Tima Dee, Deanna Villarreal)
4. Hot Air Balloon – 3:19 (testo: Jo Yoon-kyung – musica: Moa "Cazzi Opeia" Carlebecker, Ellen Berg, Alysa, Nermin Harambasic, Stian Nyhammer Olsen)
5. YOLO – 3:26 (testo: Na Yun-jeong (Lalala Studio) – musica: Albi Albertsson (Clarity-X), Anna Timgren)
6. You – 3:23 (testo: Lee O-neul – musica: Jake K (Artiffect), Maria Marcus, MCK (Artiffect), St_Knox (Artiffect), Louise Frick Sveen)

Traccia bonus nell'edizione digitale
1. Better Things – 3:23 (Leroy Clampitt, Rachel Keen)

## Formazione
- Karina
- Giselle
- Winter
- Ningning